# Marcie Louie
Marcie Louie Harper (San Francisco, 10 settembre 1953) è un'ex tennista statunitense.
È conosciuta anche come Marcie Harper. Anche sua sorella Peanut è stata una tennista.

## Carriera
In carriera ha vinto due titoli nel singolare e due titoli di doppio. Nei tornei del Grande Slam ha ottenuto il suo miglior risultato raggiungendo il quarto turno nel singolare agli US Open nel 1976.

## Statistiche

### Singolare

#### Vittorie (2)
| Numero | Anno           | Torneo                     | Superficie | Avversaria in finale | Punteggio     |
| 1.     | 17 agosto 1975 | Canada Open, Toronto       |            | Laura duPont         | 6-1, 4-6, 6-4 |
| 2.     | 29 aprile 1985 | South African Open, Durban |            | Rene Uys             | 6-1, 6-4      |

#### Finali perse (1)
| Numero | Anno            | Torneo                    | Superficie  | Avversaria in finale | Punteggio |
| 1.     | 9 novembre 1980 | Hong Kong Open, Hong Kong | Terra rossa | Wendy Turnbull       | 0-6, 2-6  |

### Doppio

#### Vittorie (2)
| Numero | Anno           | Torneo                     | Superficie | Compagna             | Avversarie in finale           | Punteggio     |
| 1.     | 30 marzo 1979  | Carlsbad Classic, Carlsbad |            | Regina Maršíková     | Peanut Louie Marita Redondo    | 6-2, 2-6, 6-2 |
| 2.     | 29 aprile 1985 | South African Open, Durban |            | Anna-Maria Fernández | Cláudia Monteiro Beverly Mould | 7-5, 5-7, 6-1 |

### Risultati in progressione
| Sigla | Risultato               |
| ----- | ----------------------- |
| V     | Vincitore               |
| F     | Finalista               |
| SF    | Semifinalista           |
| O     | Oro olimpico            |
| A     | Argento olimpico        |
| SF    | Bronzo olimpico         |
| QF    | Quarti di Finale        |
| 4T    | Quarto turno            |
| 3T    | Terzo turno             |
| 2T    | Secondo turno           |
| 1T    | Primo turno             |
| RR    | Round Robin             |
| LQ    | Turno di qualificazione |
| A     | Assente                 |
| ND    | Non disputato           |

| Legenda superfici    |
| -------------------- |
| Cemento              |
| Terra battuta        |
| Erba                 |
| Superficie variabile |

#### Singolare nei tornei del Grande Slam
| Torneo          | 1971 | 1972 | 1973 | 1974 | 1975 | 1976 | 1977 | 1977 | 1978 | 1979 | 1980 | 1981 |
| --------------- | ---- | ---- | ---- | ---- | ---- | ---- | ---- | ---- | ---- | ---- | ---- | ---- |
| Australian Open | A    | A    | A    | A    | A    | A    | A    | A    | A    | A    | 1T   | A    |
| Open di Francia | A    | A    | A    | A    | A    | A    | 1T   | 1T   | A    | A    | A    | A    |
| Wimbledon       | A    | 3T   | A    | A    | A    | A    | A    | A    | A    | 1T   | A    | A    |
| US Open         | 1T   | A    | 1T   | 1T   | 1T   | 4T   | 1T   | 1T   | A    | 1T   | A    | 1T   |

#### Doppio nei tornei del Grande Slam
| Torneo          | 1971 | 1972 | 1973 | 1974 | 1975 | 1976 | 1977 | 1977 | 1978 | 1979 | 1980 | 1981 | 1982 |
| --------------- | ---- | ---- | ---- | ---- | ---- | ---- | ---- | ---- | ---- | ---- | ---- | ---- | ---- |
| Australian Open | A    | A    | A    | A    | A    | A    | A    | A    | A    | A    | A    | A    | A    |
| Open di Francia | A    | A    | A    | A    | A    | A    | A    | A    | A    | A    | A    | A    | A    |
| Wimbledon       | A    | A    | A    | A    | A    | A    | A    | A    | A    | 2T   | A    | A    | A    |
| US Open         | 2T   | 1T   | 1T   | A    | A    | 1T   | 1T   | 1T   | A    | 1T   | A    | 1T   | 1T   |

#### Doppio misto nei tornei del Grande Slam
Nessuna partecipazione